# Щитоносный скат
Щитоносный скат (лат. Bathyraja parmifera) — вид скатов рода глубоководных семейства Arhynchobatidae. Обитают в северной части Тихого океана. Встречаются на глубине до 1450 м. Их крупные, уплощённые грудные плавники образуют округлый диск с треугольным рылом. Максимальная зарегистрированная длина 135 см. Откладывают яйца. Рацион состоит из беспозвоночных и костистых рыб. Представляют незначительный интерес для коммерческого промысла.

## Таксономия
Впервые вид был научно описан в 1881 году. Видовой эпитет происходит от слов лат. parma «щит» и fero «несу». Щитоносных скатов часто путают с Raja stellulata.

## Ареал
Щитоносные скаты обитают в северной части Тихого океана от залива Вулканический (остров Хоккайдо, Япония) до западной части Аляски, включая  акватории Японского, Охотского и Берингова морей. Эти умереннобореальные скаты распространены в водах Японии (Хоккайдо), США (Аляска, Алеутские острова), на шельфе и России (Камчатка, островной склон Сахалина и северных и южных Курильских островов).  Щитоносные скаты — верхнебатиальный вид. Они встречаются на глубине от 20 от 1450 м, преимущественно между 100 и 400 м, по другим данным 80—300 м. В мезобентали отмечено 48,6 % особей. У щитоносных скатов наблюдается два диапазона повышенной численности:  1,5—2,5 °C (32,3 %) и 3,0—3,5 °С (27,2 %).
Зимой наибольшая численность щитоносных скатов наблюдается в районе свала глубин залива Петра Великого, где его плотность составляет около 600 кг/км². Летом они держатся на глубинах 200—350 м, а в ноябре начинают уходить на глубину.

## Описание
Широкие и плоские грудные плавники этих скатов образуют ромбический диск с широким треугольным рылом и закруглёнными краями. Ширина диска превосходит его длину. На вентральной стороне диска расположены 5 жаберных щелей, ноздри и рот. На хвосте имеются латеральные складки, тянущиеся от его основания. У этих скатов 2 редуцированных спинных плавника и редуцированный хвостовой плавник. Длина хвоста не превышает длину диска. Вершина рыла узкая и вдаётся вперёд. Передние края диска и внутренние края орбит покрыты крупными звездчатыми шипами. Имеются лопаточные шипы. Вдоль диска и хвоста пролегает срединный ряд шипов. Ряд неразрывный или имеющий разрыв в области тазовых бугров. В срединной части грудных плавников мелкие шипики отсутствуют. Вдоль срединных хвостовых пролегает почти полностью голая полоса. Количество шипов туловищного срединного ряда колеблется в пределах 19—36, а хвостового 15—23.
Дорсальная поверхность диска буро-коричневого цвета с многочисленными тёмными и светлыми пятнами. Вентральная сторона диска светлее. Вентральная поверхность хвоста светлая, обычно с тёмными пятнами. Скатов, принадлежащих к популяции Японского и Охотского морей, у которых срединный туловищный ряд шипов имеет широкий разрыв, окрашенных в ровный серо-фиолетовый цвет, иногда выделяют в отдельный вид Bathyraja smirnovi.
Максимальная зарегистрированная длина 135 см, а вес 18,2 кг. В уловах обычны особи размером длиной 65—100 см, при средних значениях длины и массы тела 77—85 см и 3,3—6 кг, соответственно. Средняя масса тела 5,61 кг. Самки в целом длиннее самцов.

## Биология
Эмбрионы питаются исключительно желтком. Эти скаты откладывают яйца, заключённые в роговую капсулу с твёрдыми «рожками» на концах. Поверхность капсулы покрыта мелкими шипиками, расположенными продольными рядами. Длина капсулы составляет около 11,9—14,4 см без учёта отростков. Продолжительность жизни оценивается в 16—18 лет, а по другим данным в 20 лет. Самцы и самки достигают половой зрелости при длине 80,9—95,4 см и 79,5—93 см в возрасте 8—10 лет и 7—9 лет соответственно. Уровень естественной смертности оценивается в 0,13.
Щитоносные скаты — хищники, их рацион в основном состоит из ракообразных и в меньшей степени из рыб. Взрослые особи охотятся на крабов-стригунов, раков-отшельников и креветок, командорских кальмаров и осьминогов, а также на рыб (минтай, сельдь, северный однопёрый терпуг, длиннорылый люмпен, ликод, бычки, морской слизень, камбала). Они способны питаться отходами с рыбоперерабатывающих судов. Преследуя свою жертву, эти скаты способны подниматься в толщу воды и при необходимости довольно быстро плавать. Поскольку рот у скатов расположен на вентральной поверхности тела, охотясь за рыбами или кальмарами, они сначала наплывают на свою жертву, затем прижимают её ко дну и заглатывают. Наиболее интенсивно щитоносные скаты питаются летом, зимой интенсивность питания снижается в два раза. Масса суточного пищевого рациона мелких особей длиной до 50 см составляет 3,2—4,1 % от массы тела, а у крупных 1,5—0,9 %.
На щитоносных скатах паразитируют цестоды Grillotia borealis.

## Взаимодействие с человеком
Эти скаты не являются объектом целевого лова. Попадаются в качестве прилова при глубоководном промысле морских окуней и палтусов с помощью донных ярусов и тралов. В настоящее время отечественная рыбная промышленность практически не использует скатов, тогда как в Японии и в странах Юго-Восточной Азии они служат объектами специализированного промысла. Крупная печень годится для получения жира. «Крылья» используются в пищу в свежем и сушёном виде. Мясо пригодно для производства сурими. Численность глубоководных скатов в прикамчатских водах достаточно велика. Наиболее эффективным орудием их промысла считаются донные яруса. Согласно данным учётных траловых съёмок в прикамчатских водах (1990—2000 гг.) биомасса скатов рода Bathyraja составляет суммарно 118—120 тыс. тонн. При коэффициенте изъятия в 20 % величина их потенциального вылова оценивается в 20 тыс. тонн. Несмотря на то, что скаты постоянно попадаются в качестве прилова при ярусном, траловом и снюрреводном промысле трески, палтусов и других донных рыб, их ресурсы у берегов Камчатки сегодня используются не полностью. Щитоносных скатов в прикамчатских водах относят к промысловой категории «обычных», поскольку частота встречаемости вида колеблется от 10 до 50 %. Международный союз охраны природы присвоил этому виду охранный статус «Вызывающий наименьшие опасения».